# Michael Angelo Saltarelli
Michael Angelo Saltarelli (Jersey City, 17 gennaio 1932 – Wilmington, 8 ottobre 2009) è stato un vescovo cattolico statunitense.

## Biografia
Michael Angelo Saltarelli nacque a Jersey City, nel New Jersey, il 17 gennaio 1932 ed era uno dei sette figli di Michael Saltarelli e Caroline (nata Marzitello).
Brian Toal, l'ex linebacker del Boston College, è suo nipote.

### Formazione e ministero sacerdotale
Frequentò la James J. Ferris High School di Jersey City. Nel 1956 conseguì il Bachelor of Arts presso la Seton Hall University di South Orange. Compì gli studi per il sacerdozio presso il seminario "Immacolata Concezione" di Darlington. Nel 1975 conseguì il Master's degree in studi religiosi presso il Manhattan College di New York.
Il 28 maggio 1960 fu ordinato presbitero per l'arcidiocesi di Newark da monsignor Thomas Aloysius Boland. In seguito fu vicario parrocchiale della parrocchia della Sacra Famiglia a Nutley dal 1960 al 1977; parroco della parrocchia di Nostra Signora dell'Assunzione a Bayonne dal 1977 al 1982; direttore esecutivo dei servizi pastorali dell'arcidiocesi dal 1982 al giugno del 1985; parroco della parrocchia di Santa Caterina da Siena a Cedar Grove dal giugno del 1985 e vicario per i presbiteri dal novembre del 1987. Fu anche decano di North Essex, Bayonne e di West Essex. Fu anche membro per due mandati e presidente per uno del consiglio del personale presbiterale e membro del consiglio scolastico dell'arcidiocesi.
Nel 1984 venne nominato prelato d'onore di Sua Santità.

### Ministero episcopale
Il 2 giugno 1990 papa Giovanni Paolo II lo nominò vescovo ausiliare di Newark e titolare di Mesarfelta. Ricevette l'ordinazione episcopale il 30 luglio successivo dall'arcivescovo metropolita di Newark Theodore Edgar McCarrick, co-consacranti l'arcivescovo emerito della stessa arcidiocesi Peter Leo Gerety e il vescovo ausiliare della stessa John Mortimer Fourette Smith.
Prestò servizio come rettore della cattedrale del Sacro Cuore a Newark e come vicario per i sacerdoti. Fu anche moderatore episcopale nazionale della Holy Name Society e cappellano per lo Stato del New Jersey dei Cavalieri di Colombo.
Il 21 novembre 1995 lo stesso papa Giovanni Paolo II lo nominò vescovo di Wilmington. Prese possesso della diocesi il 23 gennaio successivo.
Dopo alcuni mesi di conoscenza della diocesi e della sua gente, monsignor Saltarelli stabilì sette priorità per la diocesi: promozione delle vocazioni al sacerdozio e alla vita religiosa, sviluppo e attuazione di un piano pastorale completo per il ministero del popolo ispanico, valutazione degli uffici e dei ministeri diocesani per assicurare efficienza ed efficacia, istituzione di nuove parrocchie e scuole, esplorazione ed esame dei ruoli del clero e dei laici nel ministero parrocchiale, evangelizzazione della comunità afroamericana senza chiesa e alienata e lo sviluppo e l'attuazione di un piano globale per il ministero nei campus universitari.
Saltarelli diede contributi significativi alle discussioni cattoliche nazionali riguardanti la santità della vita umana nel grembo materno e in tutte le sue fasi, la necessità di raggiungere i cattolici inattivi, la necessità di un uso coerente dei riti funebri cattolici e l'importanza di una solida preparazione al matrimonio cattolico.
Una campagna di raccolta fondi triennale, Bringing the Vision to Life, affrontò le esigenze di una famiglia diocesana in crescita per costruire, rinnovare ed espandere chiese, scuole e altre strutture in tutta la diocesi.
Sotto la guida di monsignor Saltarelli furono istituite nuove scuole e parrocchie, vennero ampliate le scuole esistenti e furono completati numerosi progetti di raccolta fondi nelle parrocchie di tutta la diocesi. Avviò la Global Solidarity Partnership con la diocesi di San Marcos, in Guatemala, e For the Sake of God's Children, il programma diocesano per la creazione di un ambiente sicuro per educare alla prevenzione e all'individuazione degli abusi sessuali. Entrambe le iniziative furono di esempio per altre diocesi negli Stati Uniti.
Durante il suo mandato, supervisionò un aumento di oltre 60 000 cattolici nella diocesi, ordinò 23 presbiteri e 47 diaconi permanenti. Ampliò i ministeri agli ispanici e istituì un gruppo di cattolici dedito allo studio di una legislazione preventiva alla legalizzazione della clonazione e dell'uso di embrioni umani per la ricerca medica. Pubblicò i nomi di venti sacerdoti diocesani accusati di abusi sessuali  e una volta disse: "Condanno quello che è stato fatto alle vittime con tutto il cuore".
Nel 2006 rifiutò di consentire che un centro studentesco dell'Archmere Academy fosse intitolato all'allora senatore Joe Biden, ex alunno della stessa, in quanto di opinioni pro-choice in materia di aborto.
In seno alla Conferenza dei vescovi cattolici degli Stati Uniti fu membro del sottocomitato per l'istruzione, del comitato per i cattolici afroamericani, del comitato consultivo del National Religious Retirement Office, del comitato per i laici, del comitato per le nomine e del comitato per le comunicazioni. Fu anche eletto presidente dei vescovi della regione ecclesiastica IV.
Fu anche membro del consiglio di amministrazione e presidente del comitato finanziario di Catholic Relief Services; membro del consiglio del seminario "Santa Maria" di Baltimora; membro del consiglio di sorveglianza del seminario "Immacolata Concezione" di South Orange e membro del consiglio della basilica del santuario nazionale dell'Immacolata Concezione a Washington.
Al raggiungimento dell'età di 75 anni, nel gennaio del 2007 monsignor Saltarelli presentò le sue dimissioni a papa Benedetto XVI. Tuttavia, il suo anno di nascita era ancora pubblicamente indicato come 1933. Il vero anno di nascita venne reso pubblico dopo la sua morte. Il 7 luglio 2008 il papa accettò la sua rinuncia al governo pastorale della diocesi per raggiunti limiti di età. Continuò a reggere la diocesi come amministratore apostolico fino all'ingresso in diocesi del suo successore, l'8 settembre successivo.
Il 2 aprile 2009 subì un intervento chirurgico di quadruplo bypass di emergenza.
Morì a Wilmington l'8 ottobre 2009 all'età 77 anni. Soffriva di un tumore osseo che si era diffuso ad altri organi. Le esequie si tennero il 14 ottobre alle ore 13 nella chiesa di Santa Elisabetta a Wilmington e furono presiedute da monsignor William Francis Malooly, suo successore. L'omelia venne pronunciata da monsignor John Oliver Barres, vescovo di Allentown. È sepolto nell'All Saints Cemetery di Wilmington.

## Genealogia episcopale
La genealogia episcopale è:
- Cardinale Scipione Rebiba
- Cardinale Giulio Antonio Santori
- Cardinale Girolamo Bernerio, O.P.
- Arcivescovo Galeazzo Sanvitale
- Cardinale Ludovico Ludovisi
- Cardinale Luigi Caetani
- Cardinale Ulderico Carpegna
- Cardinale Paluzzo Paluzzi Altieri degli Albertoni
- Papa Benedetto XIII
- Papa Benedetto XIV
- Papa Clemente XIII
- Cardinale Marcantonio Colonna
- Cardinale Giacinto Sigismondo Gerdil, B.
- Cardinale Giulio Maria della Somaglia
- Cardinale Carlo Odescalchi, S.I.
- Cardinale Costantino Patrizi Naro
- Cardinale Lucido Maria Parocchi
- Papa Pio X
- Papa Benedetto XV
- Papa Pio XII
- Cardinale Francis Joseph Spellman
- Cardinale Terence James Cooke
- Arcivescovo Theodore Edgar McCarrick
- Vescovo Michael Angelo Saltarelli